# Hosenfeld
Hosenfeld est une municipalité allemande située dans le land de la Hesse et l'arrondissement de Fulda.

## Source
- (de) Cet article est partiellement ou en totalité issu de l’article de Wikipédia en allemand intitulé « Hosenfeld » (voir la liste des auteurs).